# Wife acceptance factor
 For alternative betydninger, se WAF.
Woman acceptance factor, wife acceptance factor, wife approval factor (da. kvindeacceptfaktor), forkortet WAF er en størrelse for, hvor godt en kvinde accepterer en bestemt ting.
Ting, der har en lav WAF, omfatter ofte musikanlæg med store højtalere, computere som larmer eller hjemmebiografer med mange kabler. Derimod mener man, at ting, som er nemme at bruge og ikke kræver meget plads, har en høj WAF fx iPod, Nintendo DS og trådløs teknologi.[kilde mangler]

## Historie
Larry Greenhill anvendte først udtrykket "Wife Acceptance Factor" i september 1983, da han skrev for magasinet Stereophile, men Greenhill krediterede medanmelder og musikprofessor Lewis Lipnick for at have opfundet udtrykket.
Konceptet eksisterede før 1983. Ved starten af radioens guldalder i begyndelsen af 1920'erne var de fleste radioteknikere og lyttere mænd med tekniske færdigheder. Forsider af Radio News skildrede humoristiske situationer af kvinder, der beklager deres mænds besættelse af den nye videnskab. Kvinder kunne ikke lide hjemmelavede radiomodtageres rod; elektriske dele blev efterladt blottede efter samling, de nødvendige vådcellebatterier lækkede ætsende batterisyre, og en kabelspaghetti af ledninger forbandt alt. Erstatningssyre blev solgt som "batteriolie" for at undgå kvinders modvilje mod at have stoffet i hjemmet.